# Inspet
Inspet Ploiești este o companie românească specializată în lucrări de construcții-montaj în domeniul gazelor naturale și petrolier.
Compania se ocupă cu proiectarea de bază, emiterea detaliilor de execuție, livrarea de echipamente și materiale, executarea lucrărilor de construcții montaj, efectuarea de probe, punerea în funcțiune, lucrări de reparații și întreținere, implementarea de proiecte și asistență tehnică în domeniul industriei de petrol și gaze.
Compania Inspet a fost înființată în anul 1990, iar din 1994 a devenit societate cu capital integral privat.
Compania este controlată de Federația Sindicatelor Libere și Independente (FSLI) Petrom
Număr de angajați în 2001: 1.700
Cifra de afaceri în 2001: 480 miliarde lei